# سینه‌بادکنک کریسمس
سینه‌بادکنک کریسمس (نام علمی: Fregata andrewsi) نام یک گونه از سرده سینه‌بادکنک‌ها است.